# 心行寺 (広島市)
心行寺（しんぎょうじ）は広島県広島市中区白島九軒町に位置する浄土宗の寺院。山号は特留山。院号は白翁院。

## 歴史
1622年に三河松平家出身の信譽禿翁が創建し、その法弟であった専譽廓翁が開山したといわれる。
1752年には梵鐘を鑄造したが、現存しない。

## 交通アクセス
- アストラムライン白島駅から徒歩6分（410ｍ）
- 山陽本線、可部線、アストラムライン新白島駅から徒歩6分（400m）
- 広島電鉄白島停留場から徒歩7分（490m）
- 白島九軒町バス停から徒歩1分（70m）